# بخش چیله‌سیتو
بخش چیله‌سیتو (به اسپانیایی: Departamento Chilecito) یک منطقهٔ مسکونی در آرژانتین است که در استان لا ریوخا، آرژانتین واقع شده‌است.